# 田村町站
田村町站（日语：／ Tamuramachi eki */?）是位於富山縣富山市上大久保（開業時為舊・上新川郡大澤野町），富山地方鐵道（地鐵）笹津線的鐵路車站（廢站）。

在1969年（昭和44年）8月30日至廢線前，此站是急行列車的停車站（那列車班次只有早上和黃昏1個往返班次）。

## 歷史
- 1952年（昭和27年）8月15日：富山地方鐵道笹津線大久保町站至地鐵笹津站之間開通（笹津線全線開通），此站啟用[2][3][4][5]。當時此站只有客運業務[4]。
- 日期不詳：成為業務委託車站[1][3]。
- 1975年（昭和50年）4月1日：笹津線廢除，此站也被廢除[2][3][4][5]。

## 車站構造
截至車站廢除前，此站是一座地面車站，設有1面1線的單式月台。月台在路軌的西邊（地鐵笹津方向的列車會開啟右邊車門）。此站沒有轉轍器。
此站是業務委託車站。站舍在站內西邊，鄰接月台中央部分。站舍的屋頂是單面屋頂。當列車接近此站時，站內會進行自動廣播，這個系統是使用錄音帶播放。

## 車站周邊
車站位於大澤野町的民居當中。
- 國道41號（越中東街道）
- 舊飛驒街道
- 教順寺[3]

## 現狀
截至1998年（平成10年），車站遺址處還遺留了車站時代已經存在的單車停泊場。截在2008年（平成20年）也是同樣情況，於道路旁邊為空地。
另外，在此站附近的路軌遺址變成了道路，在2008年（平成20年）也是同樣。在此站南邊的路軌遺址截至1998年（平成10年），變成了一條較狹窄的生活道路。從該方向（地鐵笹津方向）前進，可看見一些鐵路遺跡，包括路堤和道碴。

## 相鄰車站
富山地方鐵道
笹津線
大澤野北口－田村町－大澤野町八木山

## 注腳
1. 1 2 3 4 5 6 7 8  《RM LIBRARY 107 富山地鐵笹津·射水線》（著：服部重敬，NEKO PUBLISHING，2008年7月發行）25,28-29頁
2. 1 2  《日本鐵道旅行地圖帳 全線全站全廢線 6 北信越》（監修：今尾惠介，新潮社，2008年10月發行）38頁
3. 1 2 3 4 5  （著：寺田裕一，NEKO PUBLISHING，2010年12月發行）44-45,47頁
4. 1 2 3  （著：寺田裕一，JTB出版，2008年5月發行）165頁
5. 1 2  （JTB出版，2010年4月發行）211頁
6. 1 2  《鐵道之記憶》（編著：草卓人，桂書房（日语：桂書房），2006年2月發行）301頁
7. 1 2 3 4  （JTB出版，1998年6月發行）81頁
8. 1 2  《富山廢線紀行》（著：草卓人，桂書房（日语：桂書房），2008年7月發行）80-81頁

## 相關項目
- 日本鐵路車站列表 Ta